# Консторум, Семён Исидорович
Семён Исидорович Консторум (15 марта 1890, Рига, Лифляндская губерния, Российская империя — 5 августа 1950, Москва, СССР) — советский врач-психиатр, один из основоположников клинической психотерапии, форм социальной реабилитации, трудотерапии, психоневрологических санаториев в России. Автор метода биопсихотерапии ("активирующая психотерапия"), который проводился на основе глубокой  клинической дифференциации пациентов при психастенических, истерических, шизофренических расстройствах.

## Биография
Родился в Риге, отец был инженером, мать детским врачом. 
Учился в России, Германии. Представил диссертацию на тему: «О генетических соотношениях кататонических симптомов и галлюцинаций» (на нем. яз.). Автор учебника по психиатрии для фельдшеров, работ по психотерапии пограничных расстройств, реферативных переводов на русский язык, обзоров иностранной литературы. Кандидат медицинских наук по совокупности ценных работ (1936).
Работал врачом-организатором фронтового санитарного поезда (Первая мировая война), санитарного поезда политзаключённых № 190. Возглавлял работы санитарных дружин (гражданская война). 
Принимал участие в создании невропсихиатрических санаториев "Стрешнево" (впоследствии Психиатрическая больница № 12), "Мцыри" (1927-1930), где разработал метод трудового активирования пациентов (биопсихотерапия). Работал старшим научным сотрудником в Невропсихиатрическом институте им. П.Б. Ганнушкина (1931-1950). 
Основной труд "Опыт практической психотерапии" был издан уже после смерти (1959).
Умирает близкая подруга пациентки. Пациентка приходит к Консторуму за помощью. «Тут я бессилен помочь, — сказал он. — Горе будет терзать Вас около года, остро — полгода, потом побледнеет, а через год Вы помиритесь с горем. Забыть нельзя, а помириться с неизбежностью надо. Я понимаю Вас. У меня был любимый брат, я его обожал, и вот он заболел. Я терзался и ежедневно ждал телеграммы о его смерти. И однажды, придя домой, я нашёл эту телеграмму. Я не плакал, я окаменел. Была осень. Я должен был в этот вечер читать лекцию за городом. Я приехал к зданию, было ещё рано, я сел на лавочке в саду. Мимо меня шли весёлые студенты, и вдруг я почувствовал, что наступит время и я тоже умру — это будет так хорошо, легко, не страшно, — и я разрыдался. Я рыдал долго, и мне делалось всё легче и легче от сознания, что я не вечен. Вот и вы знайте, что и вы умрёте, и это будет естественно, без ваших ужасов». Через пять лет после этого Консторум умер. «И вот, стоя около дорогой могилы, осыпанной осенними астрами, я повторяю его золотые слова: "Вы тоже умрёте, и будет это совсем не страшно, а пока Вы стоите на двух ногах— падайте, но работайте"».

Иванов Н.В., Мелехов Д.Е. "С.И. Консторум. Краткий очерк жизни и творчества", 2010.

## Личная жизнь
Был женат на сестре милосердия А.В. Нейман-Консторум (1886—1959), своих детей не было, воспитывал детей жены.
Увлекался музыкой, предлагал использовать её как метод психотерапии. Сохранились личные дневниковые записи, а также воспоминания родных, близких, коллег, по которым можно судить о большой любви Консторума к людям, своим пациентам, жизни («никогда не брал гонорара у нуждающихся больных, помогал им"), отмечается энтузиазм, свобода от мещанства (например, о супружеской неверности говорил, что с этим бороться как и со смертью нельзя, поэтому нужно выносить "за скобки").

## Память
Ежегодно на кафедре психотерапии РМАНПО проходят научно-практические конференции «Консторумские чтения» организованные «Независимой психиатрической ассоциацией" (с 1995 г.).

## Публикации Консторума[7]
- К вопросу о санаторном быте // Московский медицинский журнал, 1926, № 11, – С. 59-70.
- Moskauer sanatorien und erholungsheime. – Moskau: Verlag des gesund heitsamts des moskauer sowiets, 1926/-40s/. (Московские санатории и дома отдыха – на нем. яз.).
- Несколько принципиальных и практических замечаний о трудовой терапии неврозов // Московский медицинский журнал, 1927, № 7. – С. 26-34.
- О санаторном методе // Московский медицинский журнал, 1927, № 5.
- К постановке вопроса об активирующей терапии психоневрозов // Журн. невропатол. и психиатр., 1930, № 3. – С.79-90.
- Материалы по психоневрологической переписи в Северной Осетии и Ингушетии // Психоневрология в нацобластях (по материалам экспедиции в Северную Осетию, Ингушетию и Чечню). Руков. экспедиции – проф. М.Я. Серейский. – Ростов н/Д, 1933. – С.13-26 (Совместно с И.Ю. Берхиной, Е.В. Масловым, А.Д. Панкратовым).
- Проблема неврозов по материалам экспедиции. Там же, с. 27-34 (Совместно с М.Я. Серейским). То же – в «Arhiv f. Psychiatrie», 1934.
- Обзор иностранной литературы по шизофрении за 1933 г. // Советская невропатология, психиатрия и психогигиена, 1934, т.III, вып. 11-12.-С. 435-440.
- Ипохондрическая форма шизофрении // Проблемы пограничной психиатрии (Клиника и трудоспособность). Под ред. Т.А. Гейера. – М.-Л.: Госиздат биол. и медиц. литерат., 1935. – С.150-202 (Совместно с Э.Г. Окуневой и С.Ю. Барзак).
- Органическое и психогенное в истерических механизмах. – Там же, с. 203-232 (Совместно с С.И. Коган).
- Несколько замечаний о понятии провокации в психиатрии. Там же, с. 233-243.
- К казуистике инволюционных психозов. Там же, с. 262-275 (Совместно с С.И. Коган).
- Психотерапия шизофрении. Там же, с. 287-309.
- Учебник психиатрии (руководство для медтехникума). – М. – П.: Гос. издат. биол. и медиц. литерат., 1935. – 184 с, ил. Переиздания: 1936 и 1937 гг.
- Иностранная литература по шизофрении за 1934 г. Этиология и патогенез // Невропатология, психиатрия, психогигиена, 1936, т. V, в. 5.-С. 865-873.
- Берце. О шизоидии // Невропатология, психиатрия, психогигиена, 1936, т. V, в. 6. – С.1041-1043.
- Шизофрения в амбулаторной практике фельдшера // Фельдшер, 1936, № 2. – С. 31-37.
- Шизофрения с навязчивостями // Труды Института им. П.Б. Ганнушкина, вып. I / Под ред. С.В. Крайца и М.З. Каплинского. – М.: НПИ им. П.Б. Ганнушкина, 1936. – С. 57-89. (Совместно с С.Ю. Барзак и Э.Г. Окуневой).
- Случай подкорковой недостаточности, близкой к паркинсонизму, с шизофреническим отягощением. – Там же, с. 181-194 (Совместно с С.Н. Меллерштейн).
- Что нужно знать о шизофрении // Фельдшер, 1938, № 11. – С. 37-44.
- Ипохондрическая форма шизофрении (второе, катамнестическое сообщение) // Труды Института им. Ганнушкина, вып. III.– M.: НИНПИ им. П.Б. Ганнушкина, 1939. -С. 85-92 . (Совместно с С.Ю. Барзак и Э.Г. Окуневой).
- Aura epileptica continua // Сборник, посвящённый Р.Я. Голант. – Л., 1940. – С. 413-418.
- 40 лет психиатрической деятельности проф. Т.А. Гейера // Сборник трудов Центрального института психиатрии, т. II, посвящ. Т.А. Гейеру. – М., 1941.
- Актуальные проблемы современной психотерапии // Тезисы докладов юбилейной сессии. XXV (1920-1945). Москва: Центр. научно-исследоват. институт психиатрии, 1945. – С. 93-95.
- К дифференциации судорожных припадков и припадочных состояний и их экспертизы (военной) – Там же, с. 96-99 (Совместно с Т.А. Гейером).
- Руководство по военной и трудовой экспертизе (в коллективе авторов). – М., 1946.
- Уход за душевнобольным в семье. – М.: Инст. санитарн. просвещ. МЗ СССР, 1947. – 60 с. (Совместно С М.Я. Серейским).
- Некоторые особенности постпроцессуальных шизофрений в свете активирующей психотерапии // Невропатология и психиатрия, т. XX. – М., 1951, № 1. С. 73-77.
- Опыт практической психотерапии / Под ред. Н.В. Иванова и Д.Е. Мелехова. – М.: МЗ РСФСР Госуд. инст. психиатрии, 1959. – 224 с, 2-е, стереотипное изд-е – 1962 . – 224 с.
- Катамнез одного случая шизофрении // Московский психотерап. журн., 1992, № 1. – С. 169-194.
- Из воспоминаний об Артуре Никише // Независимый психиатрический журн., 1994, № 3. – С 18-24.
- К уточнению понятия истерического // Психотерапия тревожных и депрессивных расстройств. Ill Консторумские чтения (19 декабря 1997 г.) – М.: Издательство Независ. психиатр. ассоциации, 1998. – С. 30-34.
- Рейс санитарного поезда В.З.С. № 190 в Сибирь за «Политическими» // Терапия духовной культурой. IV Консторумские чтения (18 декабря 1998 г.) – М.: Издательство Независ. психиатр. ассоциации, 1999. – С. 41-44.
- Методическое письмо по психотерапии // Психотерапия, 2006, № 6. -С. 42-48.